# Кордон Італія — Франція
Французько-італійський кордон має довжину 515 км. Він проходить від Альп на півночі, регіону, в якому він проходить через Монблан, вниз до узбережжя Середземного моря на півдні. Уздовж кордону розташовані три національні парки: національний парк Вануаз і національний парк Меркантур з французької сторони та національний парк Гран-Парадізо з італійської сторони.

## Особливості
Французько-італійський кордон переважно гористий. Це 515 кілометрів довжини, на південному сході Франції та північно-західній Італії. Починається на західній трифінії Франція-Італія-Швейцарія (45°55′23″ пн. ш. 07°02′40″ сх. д. / 45.92306° пн. ш. 7.04444° сх. д.) біля вершини гори Мон Долан (3,820 м), у французькій комуні Шамоні (департамент Верхня Савоя), італійському місті Курмайор (Валле-д'Аоста) та швейцарській комуні Орсьєр (кантон Вале).
Далі кордон йде в загальному напрямку на південь, до Середземного моря, досягає моря в Ментоні у Франції та Вентімільї в Італії. Кордон відділяє три регіони (Валле-д'Аоста, П'ємонт і Лігурія) і чотири провінції Італії (Аоста, Турин, Кунео та Імперія) від двох регіонів (Овернь-Рона-Альпи і Прованс-Альпи-Лазурний берег) і п'яти департаментів Франція (Верхня Савоя, Савоя, Верхні Альпи, Альпи Верхнього Провансу та Приморські Альпи).

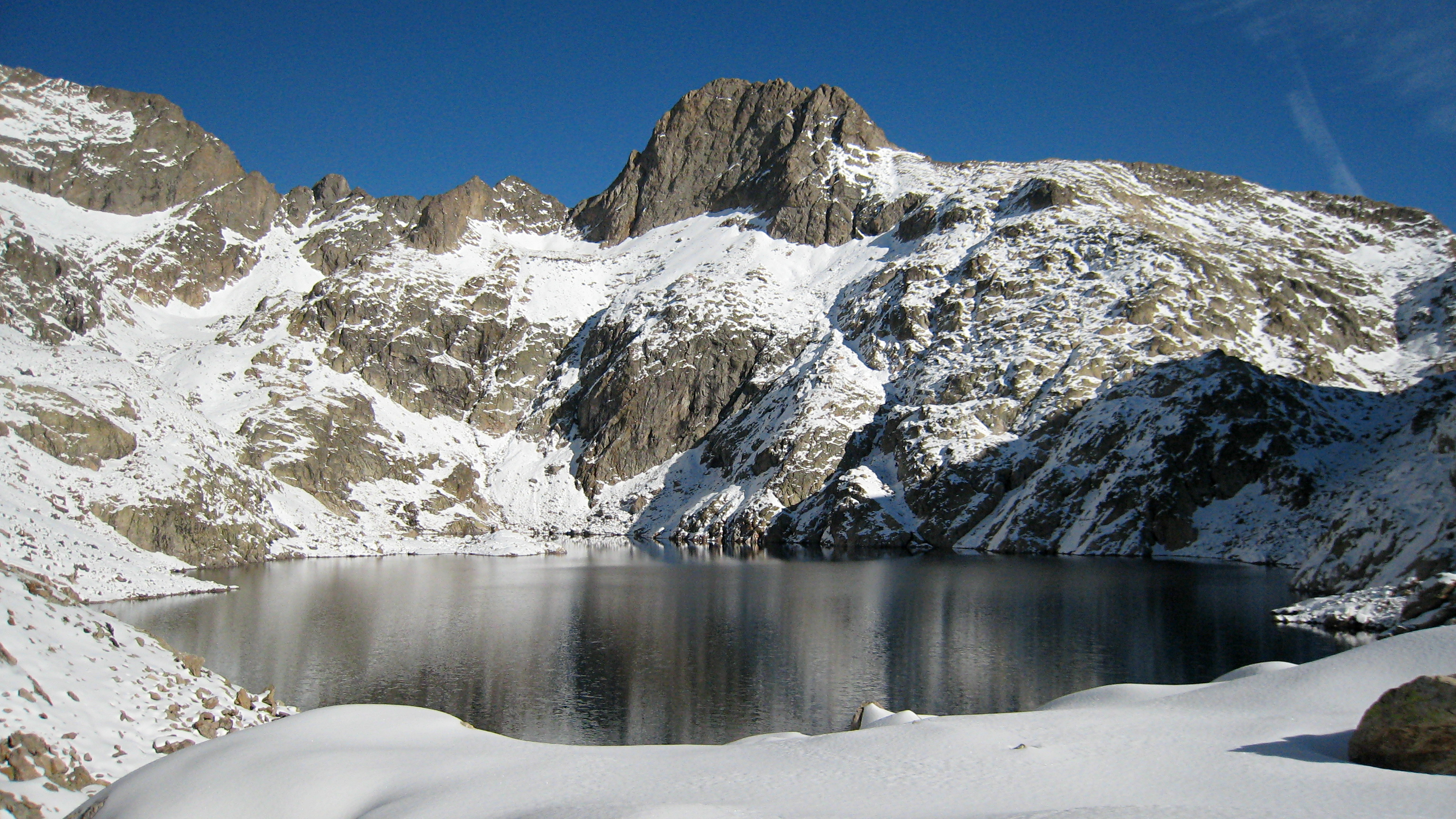
Cime de la Malédie
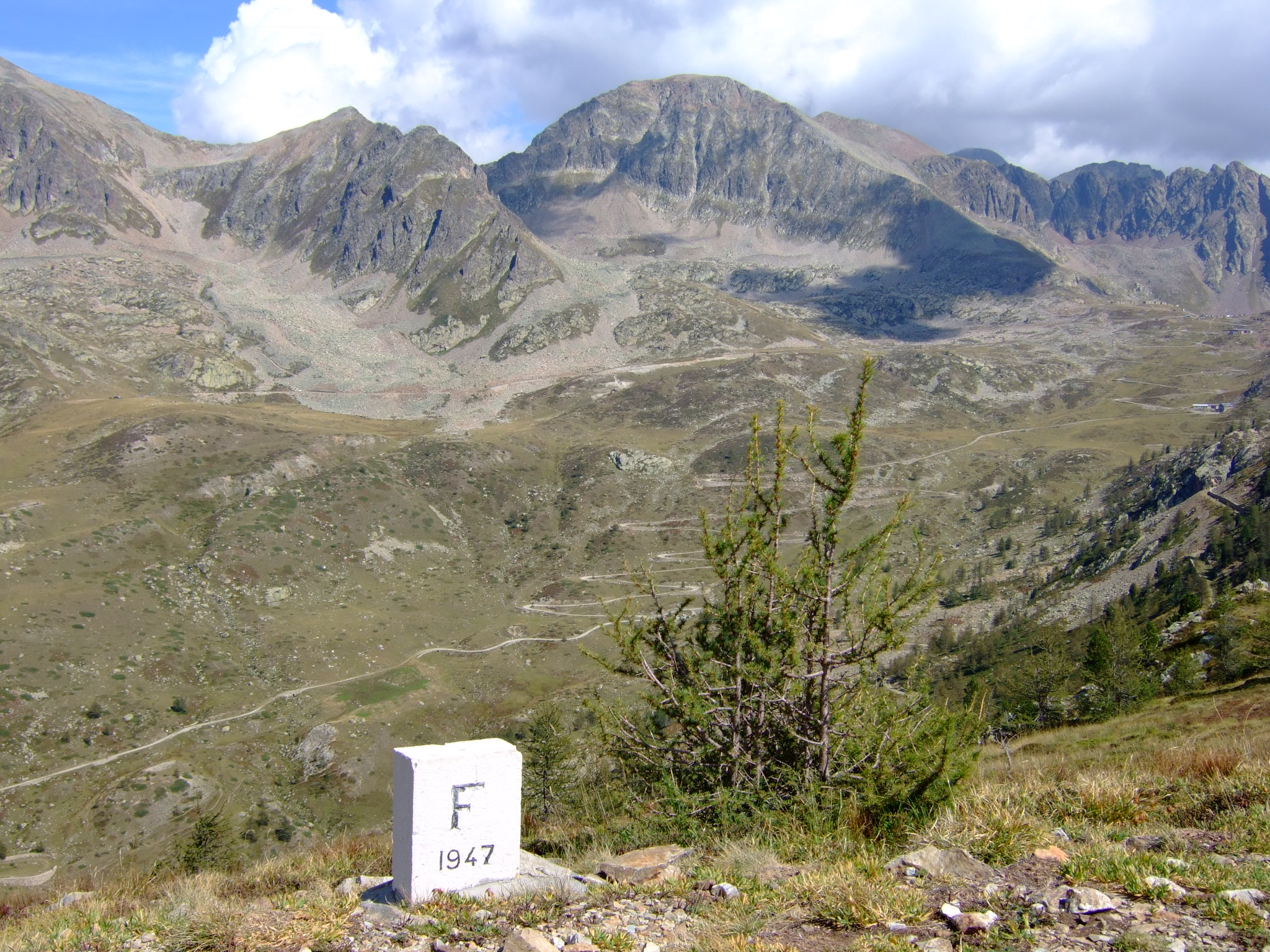
Позначка на французькому боці кордону в Приморських Альпах
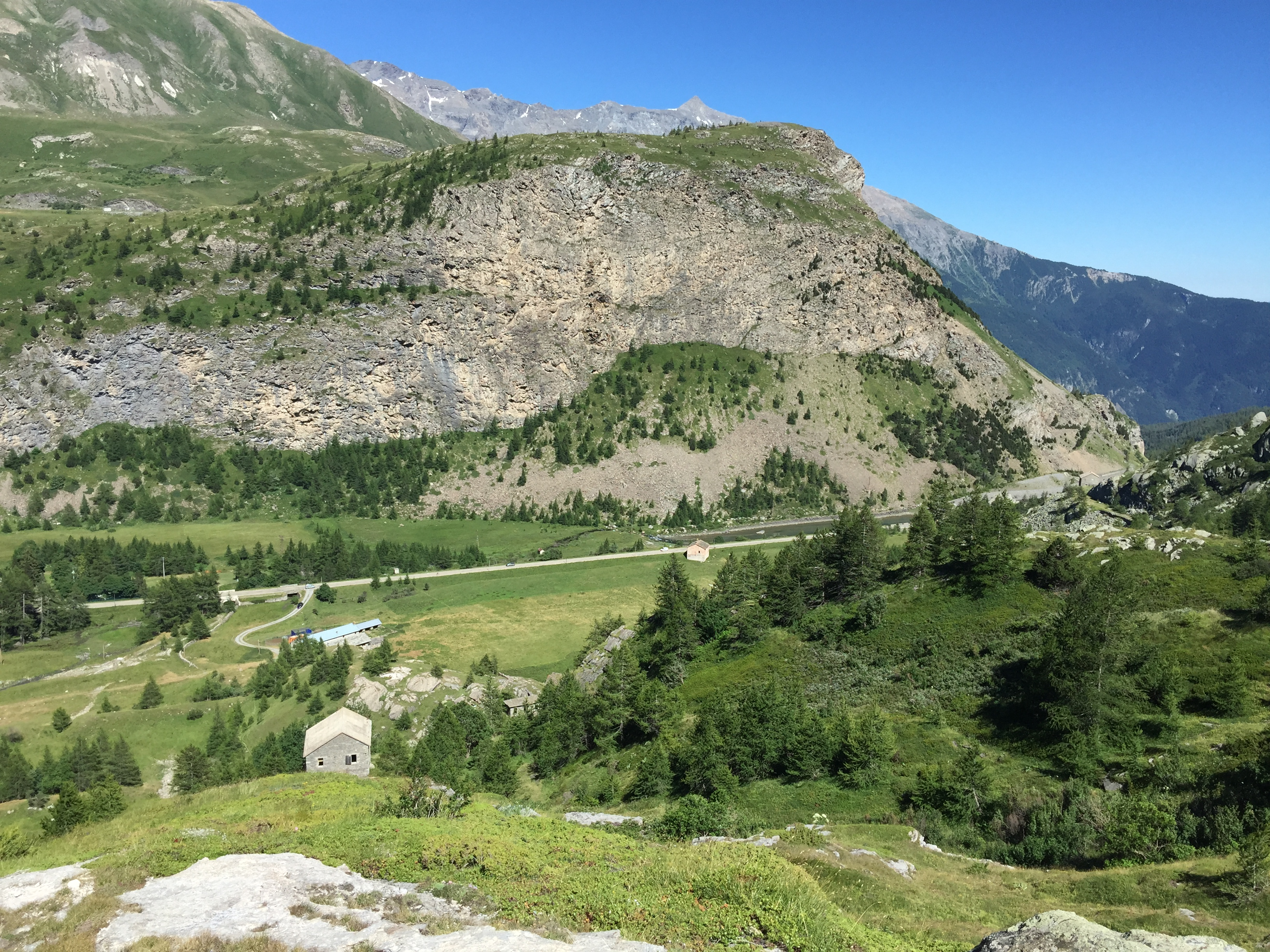
Згідно з Паризьким договором кінець плато Сен-Ніколас тепер розмежовує кордон 10 кілометрів (6,2 миля) нижче перевалу Мон-Сені.
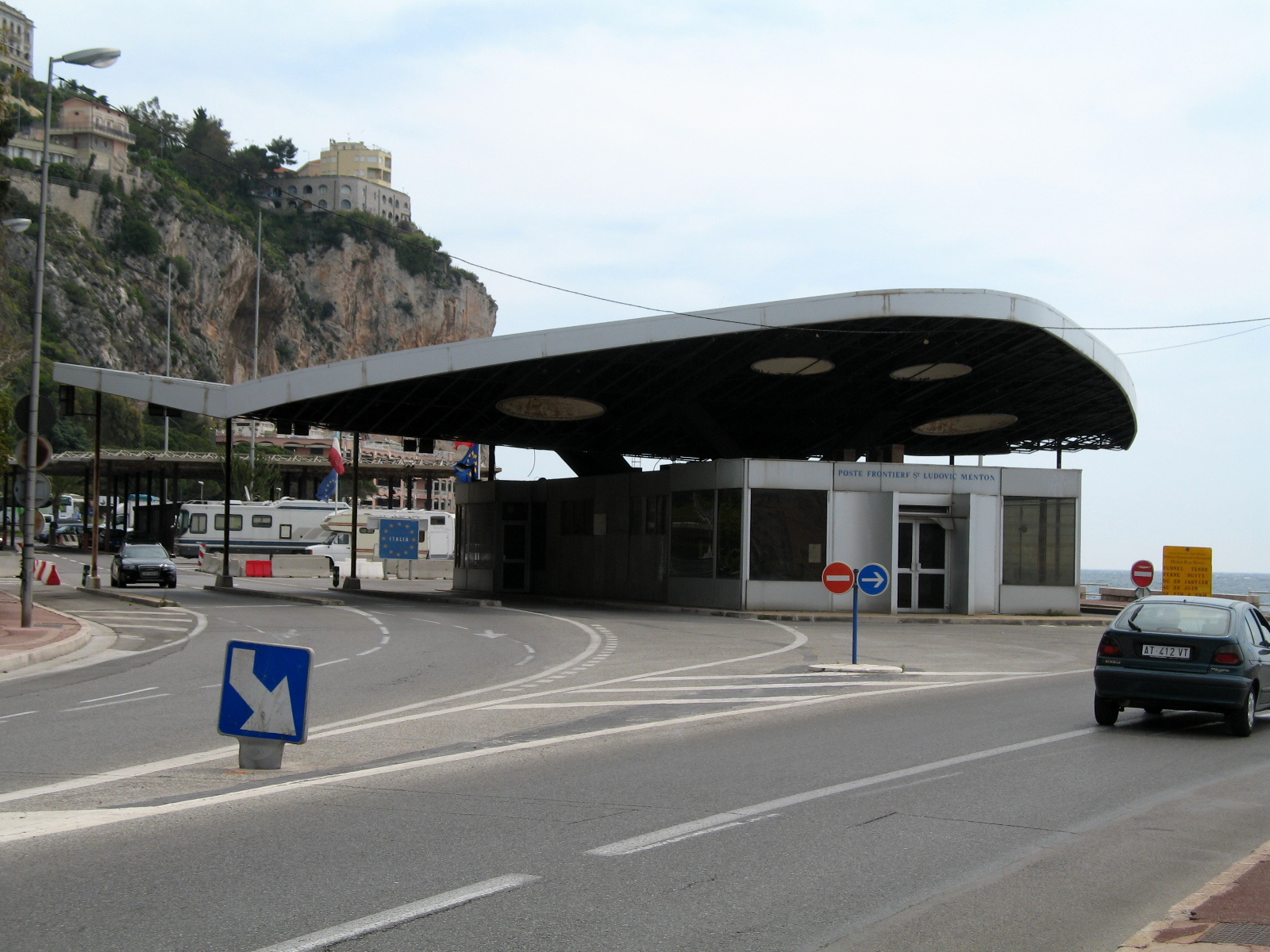
Пункт перетину кордону Пон Сен-Людовік/Понте Сан Людовіко між Ментоною, Франція, та Вентімільєю, Італія

## Дорожні переходи
Пункти перетину доріг з твердим покриттям між двома країнами з півночі на південь наведені в цьому вичерпному списку:
- Тунель Монблан
- Малий перевал Сен-Бернар
- Плато Сен-Ніколас під перевалом Мон-Сені
- Дорожній тунель Фрежюс
- Pian del Colle (біля Col de l'Échelle)
- Col de Montgenèvre (біля Claviere)
- Полковник Агнель
- Перевал Маддалена
- Коль-де-ла-Ломбард
- Тунель Тенде
- Фангетто, одне з двох сіл у муніципалітеті Оліветта-Сан-Мікеле
- Ментон (Франція) і Вентімілья (Італія)

У 1999 році в тунелі Монблан сталася велика пожежа після того, як вантажівка врізалася в інші транспортні засоби. Співробітники служби надзвичайних ситуацій з обох боків кордону намагалися втрутитися, але 39 людей загинули. Після пожежі тунель був закритий майже на три роки.

## Історія

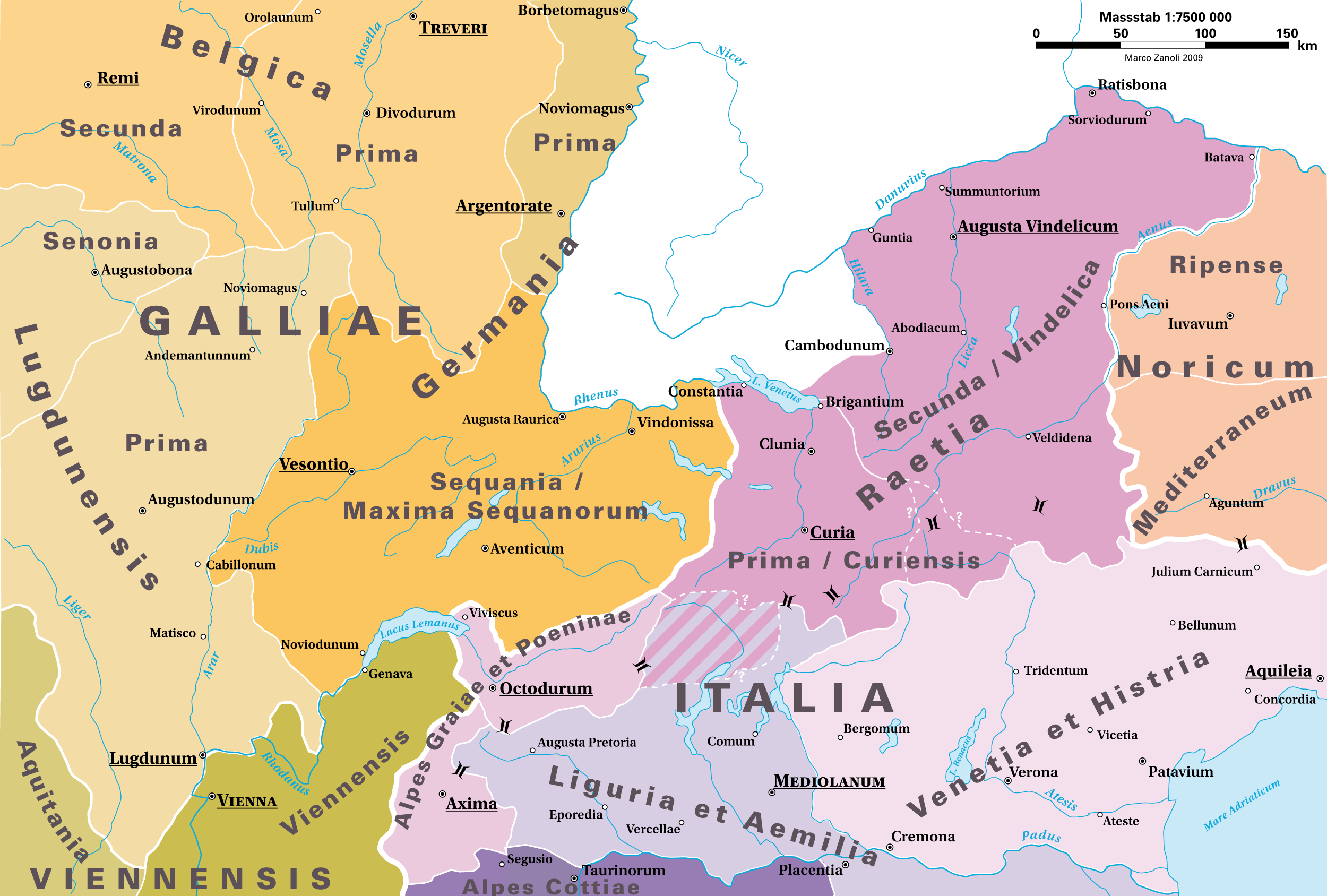
Поділ Західних Альп між провінціями Галлія та Італія в Римській імперії.
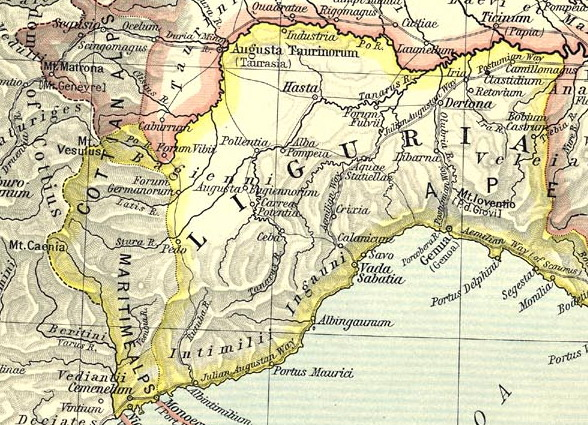
Річка Вар межує між Галлією та Італією в Римській імперії.
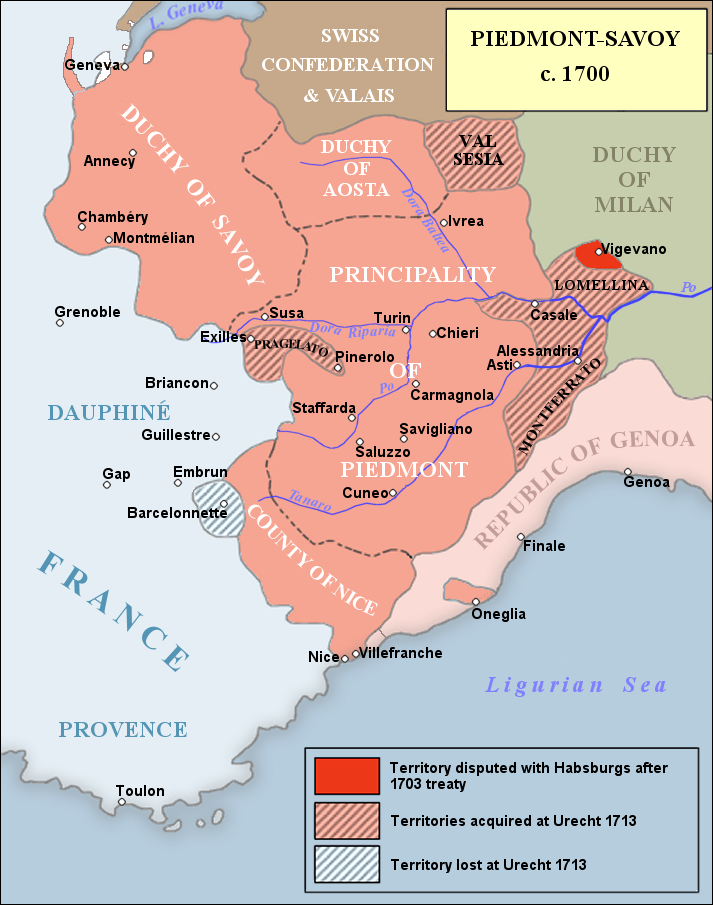
Кордон між Францією та італійськими державами в 1700 році.
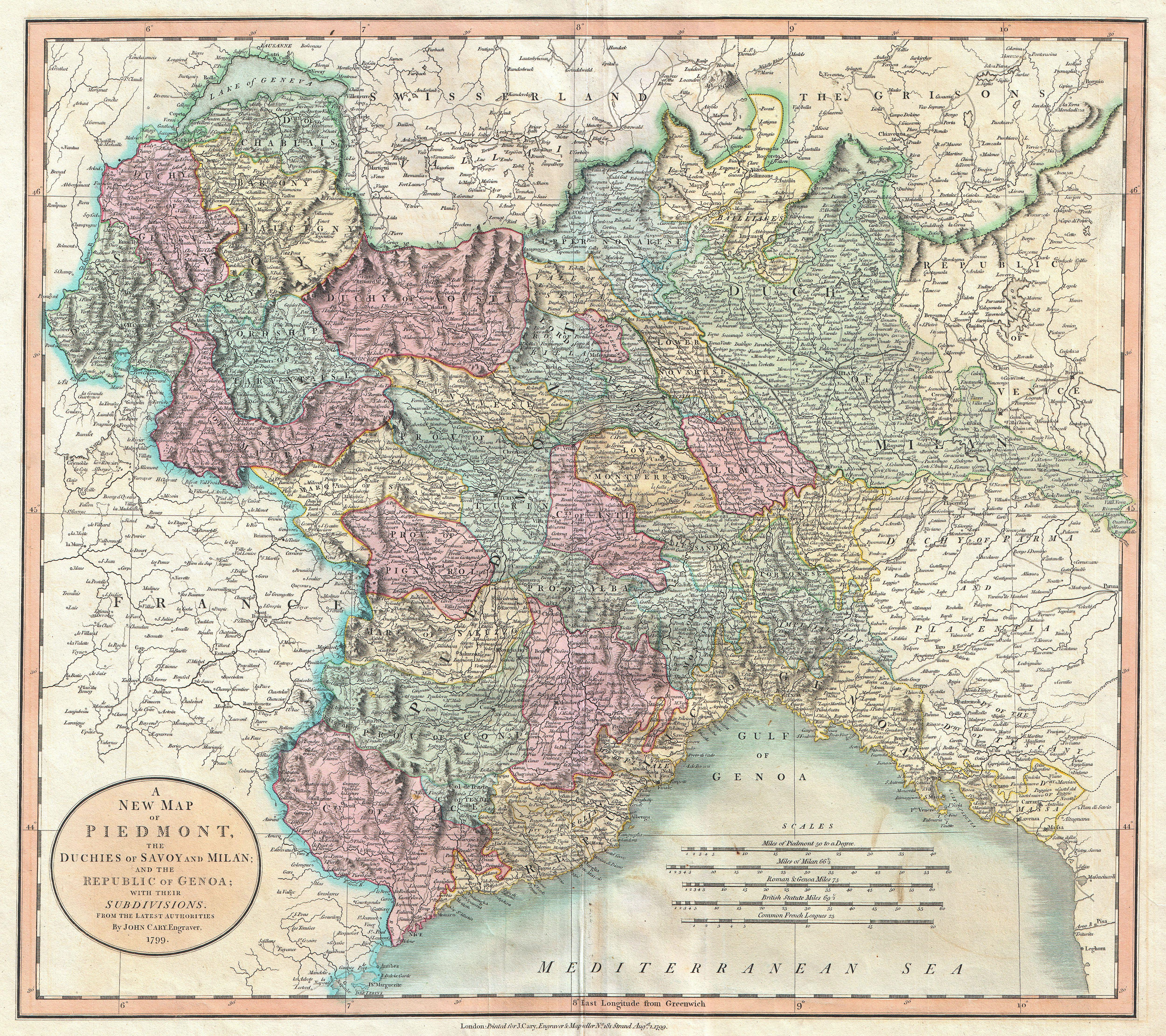
Англійська карта, що представляє північно-західні регіони Італії (Сардинське королівство, Міланське герцогство, Генуезька республіка) і кордон із Францією у 18 столітті.
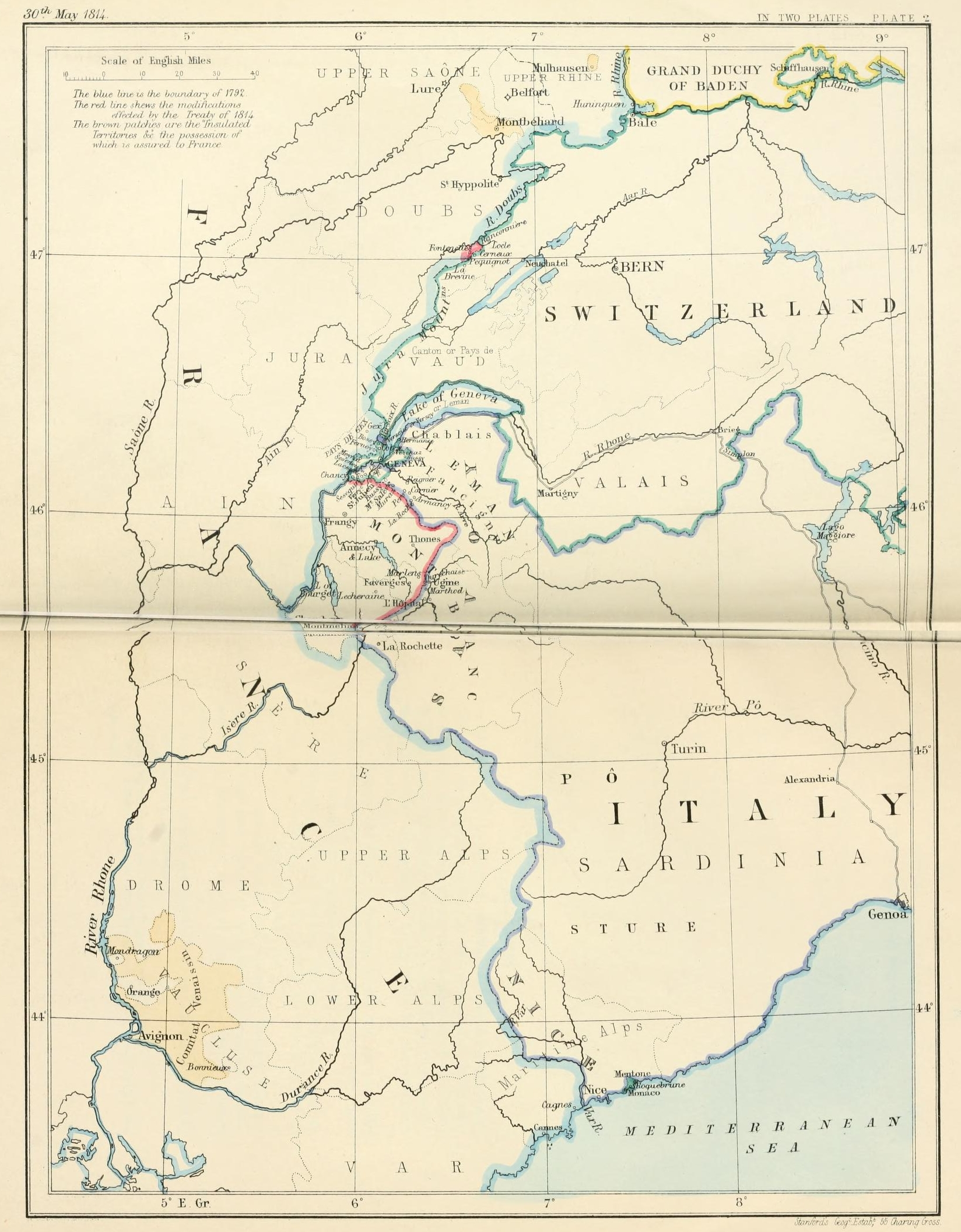
Кордон 1814 року після Паризького договору
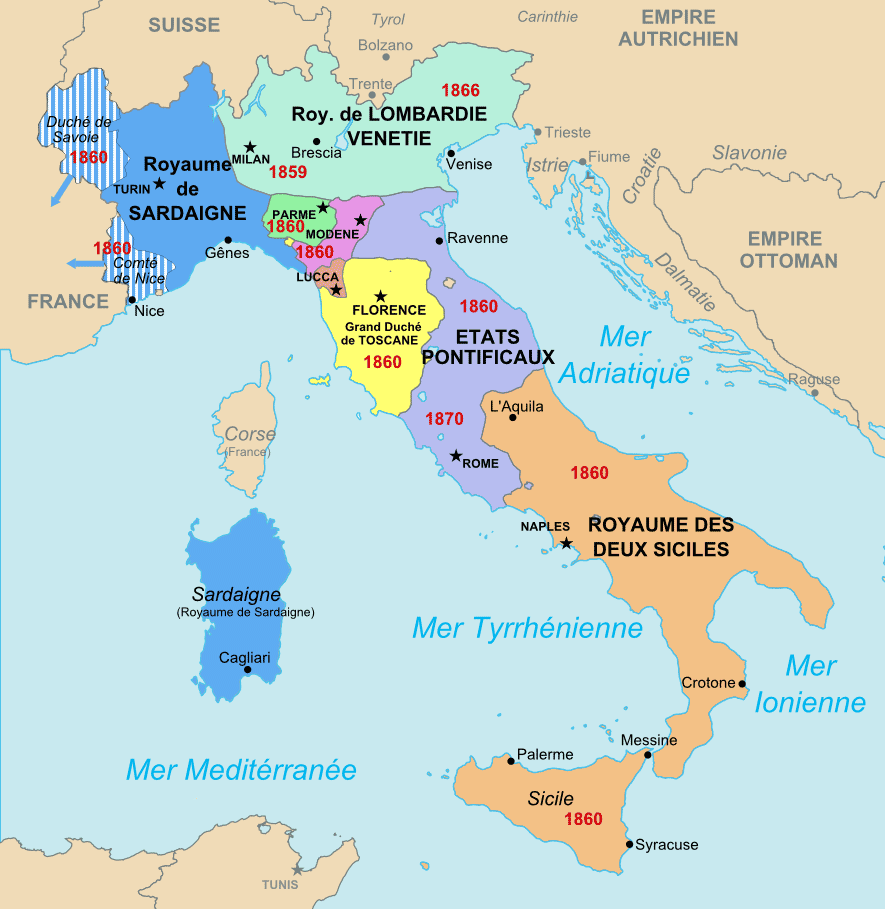
Зміни кордонів з Ніццою та Савоєю, анексованими Францією в 1860 році.
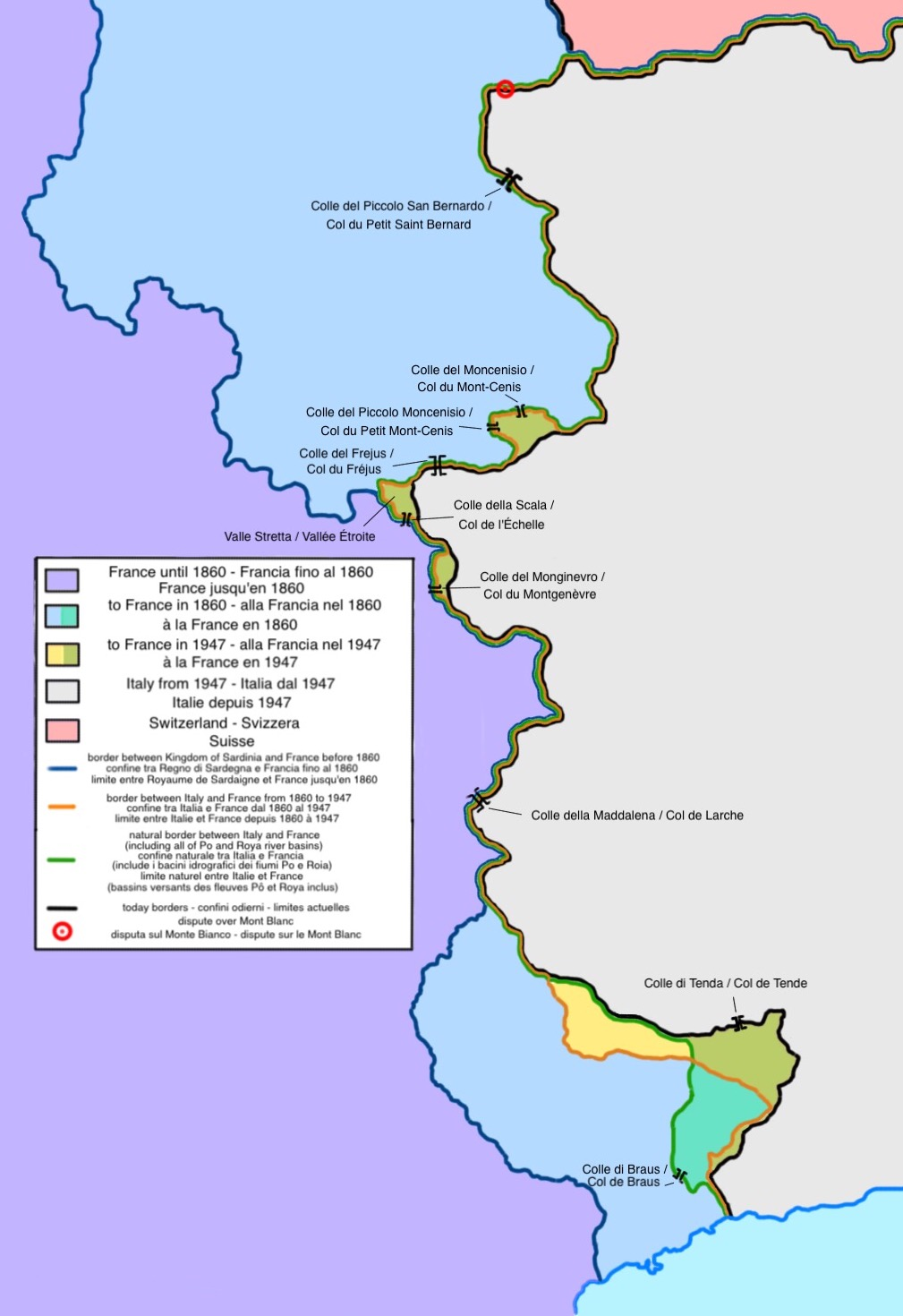
Прикордонні зміни 1859–1947

Кордон між двома країнами бере свій початок від того, що відокремлювало Сардинське королівство та Францію в XIX столітті. У 1860 році Туринський договір пов'язує Савою та графство Ніцца з Францією; наступного року було обстежено кордон між Французькою імперією та Сардинським королівством.
Після завершення битви за Францію у Другій світовій війні Італія заявила про свої права на територію Франції та керувала нею згідно з умовами перемир'я від 24 червня 1940 року (франко-італійське перемир'я, підписане на віллі Інчіза поблизу Риму), яке було продовжено з 11 листопада 1942 року. Німці окупували італійську зону з 1943 року, а територія була остаточно звільнена Францією в 1944 році. Потім кордон було змінено Паризьким договором 1947 року, коли Франція придбала Танд, Ла-Бриг, Мон-Шабертон і озеро Мон-Сені.
У XXI столітті постійне питання, яке потрібно вирішити, стосується демаркації кордону на вершині Монблану.